# マーベル・スーパー・ヒーロー・アイランド
マーベル・スーパー・ヒーロー・アイランド（Marvel Super Hero Island）とは、アイランズ・オブ・アドベンチャーにあるエリアの一つである。

## 概要
マーベル・コミックをテーマにしたアイランド。1999年のアイランズ・オブ・アドベンチャー開園と同時にオープン。

## 沿革

### 第2のパーク構想
1980年代後半、ウォルト・ディズニー・カンパニーとユニバーサル・スタジオの対立が始まった。ユニバーサル・スタジオ・フロリダを1990年に開業予定だったユニバーサル・スタジオに先駆け、当時のウォルト・ディズニー・カンパニー最高経営責任者であるマイケル・アイズナーは対抗し、ディズニー・MGM・スタジオ（現：ディズニー・ハリウッド・スタジオ）を1989年にオープンすることになる。ディズニー・MGM・スタジオがオープンしたことにより規模が拡大したウォルト・ディズニー・ワールド・リゾートは、家族連れで複数日掛けて遊べる場所として成り上がった。一方のユニバーサル・スタジオは、フロリダ内で1つのパークしかなかったため、1日でパークを回りきってしまい、ストーリーも子供が楽しめる内容ではなかった。しかし、ミュージック・コーポレーション・オブ・アメリカ（現：ユニバーサル・スタジオ）には、「プロジェクトX」という計画があった。1990年代初頭から2番目のパークのコンセプトを構想していたのだ。ウォルト・ディズニー・ワールド同様にユニバーサル・スタジオを複数日掛けて遊べる場所にすることも考えられていた。彼らは、エンターテインメント業界の傑出した人物であるゲイリー・ゴダードに目を向けた。ゴダードは、ユニバーサル・スタジオと緊密に協力し、ユニバーサル・スタジオ・ハリウッドで「キングコング・エンカウンター」を開発したランドマーク・エンターテインメント・グループの責任者だった。「プロジェクトX」が進行中だった当時もゴダードは、ユニバーサル・スタジオ・ハリウッドの「ジュラシック・パーク・ザ・ライド」の開発も指揮しているところだった。ゴダードとその仲間は、家族市場でのディズニーの支配に匹敵するものを利用し、説得力のあるライドの開発を任されていた。以前ディズニーがディズニー・MGM・スタジオのためにユニバーサル・スタジオ・ハリウッドのスタジオ・ツアーと類似したアトラクションをオープンさせたため、ユニバーサル・スタジオはディズニーの得意分野であるカートゥーンに着目し、対抗することを決めた。他社の様々なカートゥーンを誘致したいと考え、当時人気のあったDCコミックスをパークのセンターに置き、『ドクター・スース』、『ポパイ』、『騎馬警官ダドリー・ドゥーライト』、『ルーニー・テューンズ』も加え、それぞれテーマランドを作り、「カートゥーン・ワールド」として開発を開始した。ゴダードは、特にDCコミックスに気合をいれ、「DCスーパーヒーロー・ランド」の設計に取り掛かっていた。「DCスーパーヒーロー・ランド」の半分はスーパーマンの都市であるメトロポリス、もう半分はダークサイドであるバットマンが住む都市・ゴッサム・シティを設計した。「DCスーパーヒーロー・ランド」には2つのメジャー・アトラクションを配置する計画だった。1つは、バットマンとペンギンが戦うコースターである。ゲストは、バットマンとペンギンのコースターのいずれかに乗るかを選択し、それぞれ違うトラックを走り、レースを行う。最後にショービルディングを超えたところで戦いを繰り広げる。もう1つはスーパーマンのアトラクションで、ディズニーランドの「スター・ツアーズ」と同形式のアトラクションである。開発は進められていったが、問題が発生する。誘致するカートゥーンを欲張ったため、非常に多くの外部プロパティを取得することで、「カートゥーン・ワールド」を過度に拡張したが、DCコミックスと『ルーニー・テューンズ』の権利を所有しているタイム・ワーナー（現：ワーナーメディア）との使用料をめぐる問題で突如として終わったのだ。タイム・ワーナーは、自社のコミックやキャラクターが果たす役割を考えると、「カートゥーン・ワールド」から得られるロイヤリティの10%が妥当だとしていた。しかし、ユニバーサル・スタジオのオーナーであるミュージック・コーポレーション・オブ・アメリカは、6%から断固として引き上げない姿勢だった。最終的にタイム・ワーナーは8%で交渉に出るが、ミュージック・コーポレーション・オブ・アメリカは考えを変えなかった。ユニバーサル・スタジオのデザインチームは、ミュージック・コーポレーション・オブ・アメリカの幹部に8%の数値に同意するように求めたが、交渉は突如として終わった。ミュージック・コーポレーション・オブ・アメリカの最高執行責任者であるシドニー・シェインバーグは、このプロセスに頭を抱えた。DCコミックスと『ルーニー・テューンズ』が5分の2を占めていた「カートゥーン・ワールド」への希望は突如としてなくなった。タイム・ワーナーとのパートナーシップの喪失により、ユニバーサル・スタジオは第2のパークの再設計に戻ることを余儀なくされた。

### マーベルの誘致
まずは自身のライブラリーにインスピレーションを見出した。当時、ゴダードグループは、スティーヴン・スピルバーグの映画作品『ジュラシック・パーク』をテーマにした「ジュラシック・パーク・ザ・ライド」の仕上げをユニバーサル・スタジオ・ハリウッドで行っていた。映画とライドに対する絶大な期待を考えると『ジュラシック・パーク』をフロリダの第2のパークに設置することにより、ウォルト・ディズニー・カンパニーに勝るパークになることができるのではないかと考えた。しかし、まだコンテンツが不十分だと考え、再び他社から誘致しようと考えた。そこでDCコミックスに取って代わる、ユニバーサル・スタジオと喜んで取引を行うコミック会社を発見する。それがマーベル・コミックだった。1990年代、マーベル・コミックにとって経営困難な時期であり、自社のキャラクターの権利を映画会社に売っていた。そして同時期に、マーベル・コミックはユニバーサル・スタジオにマーベルの世界に基づいたテーマパークのアトラクションを永続的に構築する独占的な権利を『アベンジャーズ』、『X-MEN』、『スパイダーマン』、『ファンタスティック・フォー』（ユニバーサル・スタジオ・ジャパンには、『スパイダーマン』のみ）にのみ与えることに同意した。この契約には、ウォルト・ディズニー・カンパニー、タイム・ワーナー、シックス・フラッグス、ソニー、パラマウント・ピクチャーズ・コーポレーション、シーワールドが所有・運営・販売する、テーマのあるエンターテイメントエリアと一緒に、マーベルをテーマにしたエリアを販売してはならないと明記されている。さらに、マーベルをテーマにしたエリアをマーベルをテーマにしたエリアが存在するユニバーサル・スタジオのテーマパークから97km圏内に設置することを禁止している。タイム・ワーナーからマーベル・コミックにパートナーシップが変わった後、ゴダードとユニバーサルは、マーベル・コミックの代表的キャラクター・スパイダーマンのアトラクションを第2のパークに開発しようとした。

### ウォルト・ディズニー・カンパニーとの関係
2009年のウォルト・ディズニー・カンパニーのマーベル・コミック（マーベル・エンターテインメント）買収の際にユニバーサル・パークス&リゾーツと個別契約を交わし、マーベル作品一部の使用料をウォルト・ディズニー・カンパニーに支払うことで、これまで通り使用することができるようになった。
契約内容はミシシッピ川以東では、ユニバーサル側が『アベンジャーズ』、『X-MEN』、『スパイダーマンシリーズ』、『ファンタスティック・フォー』の使用権を有しているため、ウォルト・ディズニー・ワールド・リゾートの内のパークのみ契約上「マーベル」という名前も使用できない。　
以前は、東京ディズニーリゾートのパーク内でもこの契約が適応されており、ユニバーサル・スタジオ・ジャパンにアメイジング・アドベンチャー・オブ・スパイダーマンが設置されていたため、東京ディズニーランド及び東京ディズニーシーには、スパイダーマンシリーズ作品の登場が不可能であった。
パーク外においてはディズニーアンバサダーホテルにマーベル・シネマティック・ユニバースをテーマにした客室、 同ホテルのレストランには、作中に登場するアイアンマン（トニー・スターク）の好物のチーズバーガーの販売を開始した。 にはの販売が開始された。なお、東京ディズニーリゾート・ハロウィーンでは、2022年からスパイダーマンを除くマーベル作品への仮装が解禁された。
2024年1月22日にアメイジング・アドベンチャー・オブ・スパイダーマンがクローズしたことから、オリエンタルランドは同月30日に同年7月20日から開催される東京ディズニーランドのナイトキャッスルショーにマーベル作品が登場することを発表。同年3月27日にはイッツ・ア・スモールワールドを期間限定で改装し、「イッツ・ア・スモールワールドwithグルート」として、2025年冬にオープンすることを発表した。
今後開園予定のユニバーサル・パークでもマーベルは使用出来ない。そのため、世界のディズニーパークでは「アベンジャーズ・キャンパス」と言ったエリアが誕生するほか、ウォルト・ディズニー・ワールド・リゾートのエプコットには「ガーディアンズ・オブ・ギャラクシー:コスミック・リワインド」がオープンした。

## 施設
アトラクション
- ドクター・ドゥームズ・フィアフォール（Doctor Doom's Fearfall）：ファンタスティック・フォーの宿敵、ドクター・ドゥームをテーマにしたフリーフォール型のアトラクション。
- インクレディブル・ハルク・コースター（Incredible Hulk Coaster）：ハルクをテーマにしたローラーコースター型のアトラクション。
- ストーム・フォース・アクセラトロン（Storm Force Accelatron）
- アメイジング・アドベンチャー・オブ・スパイダーマン（The Amazing Adventures of Spider-Man）

レストラン
- キャプテン・アメリカ・ダイナー（Captain America Diner）
- カフェ4（Cafe 4）

キャラクター・グリーティング
- スパイダーマン
- ウルヴァリン
- キャプテン・アメリカ
- サイクロップス
- ローグ
- ストーム
- グリーン・ゴブリン
- ドクター・ドゥーム